# Paradrina subdita
Paradrina subdita là một loài bướm đêm trong họ Noctuidae.